# For dig ku' jeg gøre alting
For dig ku' jeg gøre alting er det sekstende studiealbum af den danske popgruppe tv·2, der blev udgivet den 19. november 2007 på EMI. Som altid er al tekst og musik skrevet af forsanger Steffen Brandt. Thomas Troelsen og Halfdan E. har som på De første kærester på månen (2005) produceret, hvorimod Nikolaj Steen, der ellers har fungeret som producer på de seneste album, ikke denne gang har medvirket. Albummet solgte 80.000 eksemplarer.
I forbindelse med albummets udgivelse afholdt gruppen i samarbejde med DR en koncert på Rådhuspladsen i København på udgivelsesdagen.

## Trackliste
Al tekst og musik er skrevet af Steffen Brandt.
| #   | Titel                         | Producer(e)                      | Længde |
| --- | ----------------------------- | -------------------------------- | ------ |
| 1.  | "For dig ku' jeg gøre alting" | Thomas Troelsen                  | 3:14   |
| 2.  | "Håbløst fortabt i dig"       | Thomas Troelsen                  | 3:18   |
| 3.  | "Randers Station"             | Thomas Troelsen                  | 3:38   |
| 4.  | "Hvis du går ud nu"           | Thomas Troelsen                  | 3:41   |
| 5.  | "Mere sympati på gaderne"     | Thomas Troelsen                  | 3:03   |
| 6.  | "Grib mig"                    | Thomas Troelsen                  | 3:44   |
| 7.  | "Prinsessen holder fridag"    | Halfdan E.                       | 3:40   |
| 8.  | "Jesus fra Jylland"           | Halfdan E.                       | 3:58   |
| 9.  | "Spodsbjerg-Tårs"             | Halfdan E.                       | 4:27   |
| 10. | "20 sekunder til farvel"      | Halfdan E.                       | 4:08   |
| 11. | "Op al den ting"              | Halfdan E., Henrik Nilsson, tv·2 | 3:57   |

| 12. | "S.O.M.M.E.R." | Thomas Troelsen | 3:41 |

## Anmeldelser
Musikmagasinet Gaffa skrev: "Samlet set er For Dig Ku’ Jeg Gøre Alting en helt igennem anstændig plade, men ikke ligefrem et højdepunkt i TV-2’s imponerende produktion". Berlingske Tidende skrev: "Anstrengelserne er bestemt ikke forgæves, omend resultaterne ikke er egentlige milepæle". Og skrev: "Sangene her er for gode til at blive overhørt. Der er især nogle stemninger i dem, som end ikke fandtes på det virkelig glimrende »De første kærester..."

## Medvirkende

### Produktion
- Thomas Troelsen – producer
- Halfdan E. – producer
- Henrik Nilsson – mix og teknik

### Musikere
- Sven Gaul – trommer
- Hans Erik Lerchenfeld – guitar
- Georg Olesen – bas
- Steffen Brandt – vokal, keyboards og akk. guitar
- Niels Hoppe – saxofon
- Anders Majlund Christensen – trombone
- Knud Erik Nørgaard – trompet
- Henrik "Smoke on the Water" Nilsson – keyboards
- Søren Rasted – råbekor
- Nicolaj Rasted – råbekor
- Julie Maria – kor
- Snorre B. – add. keyboards

## Hitliste- og salgsplacering
| Hitliste (2007) | Højeste placering | Certificering |
| --------------- | ----------------- | ------------- |
| Danmark         | 1                 | 2x Platin     |